# Perigrapha sugitanii
Perigrapha sugitanii là một loài bướm đêm trong họ Noctuidae.